# Arês
Arês là một đô thị thuộc bang Rio Grande do Norte, Brasil. Đô thị này có diện tích 112,584 km², dân số năm 2007 là 11458 người, mật độ 101,8 người/km².